# Cozuela
Cozuela es un núcleo de población español del municipio de Valle de Mena, perteneciente a la provincia de Burgos, en la comunidad autónoma de Castilla y León.

## Historia
Hacia mediados del siglo XIX, el lugar, ya por entonces perteneciente al ayuntamiento de Valle de Mena, tenía contabilizada una población de sesenta habitantes. Aparece descrito en el séptimo volumen del Diccionario geográfico-estadístico-histórico de España y sus posesiones de Ultramar de Pascual Madoz con las siguientes palabras:

COZUELA: barrio del pueblo de Angulo en la prov., aud. terr. y c. g. de Burgos (23 leg.), dióc. de Santander (15), part. jud. de Villarcayo (7 1/2), y ayunt. titulado del Valle de Mena: sit. en una escabrosa colina sobre la márg. der. del r. Angulo, donde le combaten todos los vientos; goza de clima templado y las enfermedades mas comunes suelen ser los constipados, catarros y dolores de costado. Tiene 13 casas, una fuente muy buena dentro del barrio, y en el térm. varias; igl. parr. (San Juan) con su correspondiente cementerio, servida por un cura de provision ordinaria; y una ermita (Sta. Bárbara). Confina el térm. N. Añes; E. Salmanton; S. Barrios de Angulo, y O. con dichos barrios y Sta. Olaja. El terreno es de mediana calidad; le cruza el mencionado r. Angulo, que nace en la parte de Losa, sobre el cual hay algunos puentes; el térm. comprende 2 montes, conocidos con los nombres de Soto y Ahedillo, ambos desp. por los puntos N. y E. caminos: los que conducen á Arciniega, Quijana, Losa y Sta. Olaja, todos en regular estado. correos: se reciben de Arciniega por balijero los domingos y jueves, y salen los lunes y viernes. prod.: trigo, maiz, patatas, alubias y habas, siendo la mas abundante cosecha la de los 3 primeros art.; tambien se cogen manzanas, cerezas y algunas uvas y peras; cria ganado lanar, cabrio, yeguar y vacuno, este último es el mas preferido, caza de perdices, zorros y codornices; y pesca de truchas y otros peces. pobl.: 13 vec., 60 almas.
(Madoz, 1847, p. 165)

En 2022, tenía empadronados ocho habitantes.